# Cololite

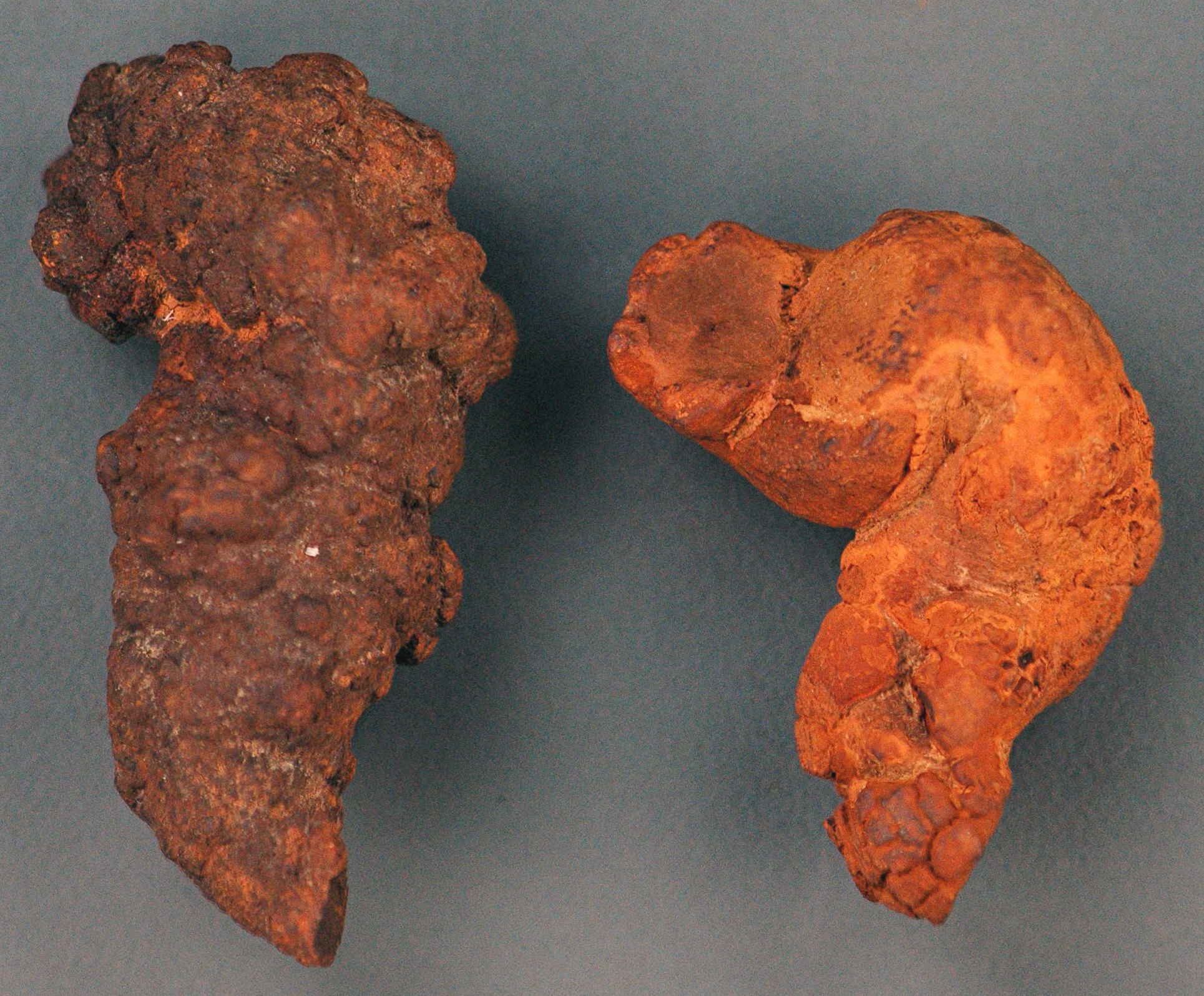
Cololiti di vertebrati risalenti al miocene, rinvenuti nello stato di Washington (USA). Il più grande è lungo 3,4 cm.

Un cololite è il resto fossile di materiale organico non espulso sotto forma di feci e ancora contenuto nell'intestino del produttore o ad esso riferibile. Il termine cololite deriva dal greco "kolon", intestino e "lithos", pietra.
Questi resti, facenti parte delle tracce fossili e in particolare di quelle relative all'alimentazione (bromaliti) come coproliti, gastroliti e regurgitaliti, offrono l'opportunità di effettuare indagini paleoecologiche sulle abitudini alimentari del produttore, sui suoi parassiti intestinali, sulla forma del suo intestino e sull'ambiente in cui visse; a differenza dei coproliti, ai quali assomigliano molto, i cololiti sono quasi sempre facilmente attribuibili al produttore.

## Esempi di cololiti
Alcuni resti che nell'aspetto richiamano indiscutibilmente feci fossilizzate in siderite o limonite e pertanto considerati nel passato come coproliti, come quelli di Salmon Creek del Miocene dello stato di Washington negli USA o di alcune formazioni del Canada, del Madagascar e della Cina, sono stati declassati successivamente a pseudofossili perché mancano di qualsiasi resto al loro interno e non sono mai accompagnati negli stessi sedimenti da resti di organismi, possibili produttori. Recentemente, alcuni noti paleontologi hanno rivalutato questi resti considerandoli cololiti (Seilacher et alii, 2001). I ricercatori affermano che i resti degli animali sono stati disciolti durante la diagenesi, mentre i calchi intestinali (cololiti), grazie anche all'azione di batteri fermentatori presenti nell'intestino, si sono arricchiti in ferro, preservandosi dalla distruzione. A dimostrazione di questo, mettono in evidenza come alcuni di questi oggetti presentino in superficie delle strie longitudinali depresse che non sono altro che il calco di parassiti intestinali come la Tenia coli.
Un altro caso interessante è quello dell'uomo di Similaun. Grazie ai cololiti in esso rinvenuti, si è potuto stabilire che poco prima della morte si nutrì di carne di camoscio e di cervo europeo, accompagnando il piatto forte con grano di piccolo farro cioè di Triticum monococcum, probabilmente sotto forma di pane. Come frutta, utilizzò il prugnolo; grazie ai pollini presenti e che resistono molto bene ai succhi gastrici, sappiamo anche che il suo ultimo pasto fu consumato in una foresta di conifere di media altitudine e in primavera (polline di Carpinus betulus).